# Volksbank
«Volksbank International AG» (укр. Фольксбанк Інтераціональ АҐ) — банк із головним офісом в Австрії. Має мережу з близько 600 відділень у 9 країнах Центральної та Східної Європи: Румунія, Хорватія, Боснія і Герцеговина, Угорщина, Словенія, Сербія, Чехія та Україна.
15 лютого 2011 у Відні Сбербанк Росії завершив операцію з придбання 100% акцій Volksbank International AG («VBI»), за винятком VB Румунія.

## "Volksbank в Україні
«Volksbank International AG» придбав 98% акцій «Електрон Банку» в квітні 2007 року. Поява інвестора дозволила «Електрон Банку» розширити мережу відділень із 33 до 65 й істотно наростити капітал.